# Friso Nijboer
Friso Nijboer (26 de maig de 1965) és un jugador d'escacs neerlandès que té el títol de Gran Mestre Internacional des del 1993.
A la llista d'Elo de la FIDE del setembre de 2015, hi tenia un Elo de 2566 punts, cosa que en feia el jugador número 12 (en actiu) dels Països Baixos. El seu màxim Elo va ser de 2.641 punts, a la llista de l'octubre de 2006 (posició 70 al rànquing mundial).

## Resultats destacats en competició
Nijboer guanyà en dues ocasions el Torneig de Vlissingen en els anys 2002 i 2005, i fou campió el Festival de Nancy el 2005. L'agost del 2007 fou campió de l'Obert de Sants amb 8½ de 10, per davant de José González García i Daniel Alsina Leal. El 2008 fou tercer a l'Obert de Barberà del Vallès per darrere de Rufino Camarena Giménez i Omar Almeida Quintana.

### Participació en olimpíades d'escacs
Nijboer ha participat, representant els Països Baixos, en sis Olimpíades d'escacs entre els anys 1996 i 2006, amb un resultat de (+18 =21 –14), per un 53,8% de la puntuació. El seu millor resultat el va fer a les Olimpíada del 2006 en puntuar 5½ de 9 (+5 =1 -3), amb el 61,1% de la puntuació, amb una performance de 2623, i que li significà aconseguir la medalla d'or individual del segon tauler de reserva.